# Synagoga Cadet
Synagoga Cadet (též nazývaná Synagoga Adas Yereim) je nejstarší ortodoxní synagoga v Paříži. Byla vystavěna židy z Německa a Alsaska a byla vysvěcena v roce 1893. Nachází se v 9. obvodu v ulici Rue Cadet, po které nese své jméno. Je zasvěcena aškenázkému ritu.

## Historie
V 19. století vznikly v Paříži dvě náboženské společnosti, založené německými židy převážně z Alsaska – Société de l'étude talmudique (Společnost studia talmudu) a Société du patriarche Abraham (Společnost patriarchy Abraháma), které měly samostatné modlitebny. Po sloučení obou společností byla vystavěna společná synagoga v ulici Rue Cadet a 5. listopadu 1893 byla vysvěcena.

## Architektura
Synagoga se nachází na uzavřeném dvoře, takže není vidět z ulice. Přístup z ulice Rue Cadet je přes obytný dům č. 10, nad jehož vchodem je nápis Beth Hakuesseth. Adass Yereim s Davidovou hvězdou uprostřed. Průchod vede domem do dvora, na jehož konci stojí obytný dům. Na jeho fasádě se nachází štít ukazující na mikvi pro muže. Na pravé straně vede schodiště do obytné části domu, na levé míří schody ke knihovně, za níž se až nachází samotná synagoga. Synagoga nemá vlastní fasádu.
Interiér je zařízen jednoduše. Hlavní prostor je ze tří stran obklopen galerií pro ženy. Strop je opatřen velkým oknem ze skleněných cihel, v jehož středu je zobrazena Davidova hvězda. Aron ha-kodeš (výklenek se schránou na Tóru) se nachází pod velkou arkádou s hebrejským nápisem. Na zdi nad schránou je znázorněna Davidova hvězda.
Bima se nachází uprostřed hlavního prostoru. Veškeré vnitřní zařízení, jako jsou dřevěné lavice a část svícnu je původní, stejně jako hodiny, v jichž ciferníku jsou místo čísel hebrejská písmena. U vchodu pod galerií upomíná mramorová deska na padlé členy obce v první světové válce, druhá obsahuje jména obětí holokaustu.